# 神戸港震災メモリアルパーク
| 神戸港震災メモリアルパーク |  | 神戸港震災メモリアルパーク |
| 神戸港震災メモリアルパーク |  |                            |

神戸港震災メモリアルパーク（こうべこうしんさいメモリアルパーク、Port of Kobe Earthquake Memorial Park）は、兵庫県神戸市中央区波止場町に位置する公園である。1997年7月竣工。

## 概要
神戸港のメリケンパークの一角に位置する。1995年（平成7年）1月17日の兵庫県南部地震（阪神・淡路大震災）においてメリケンパークも大きな被害を受けた。大震災の教訓、港の重要性、日本国内外の多くの人が一体となって港の復旧・復興に努めた様子を後世に伝えようと、メリケンパークの岸壁の一部・約60メートルを、震災遺構として被災当時のままの状態で保存している。2018年にこれは「阪神・淡路大震災による被災構造物群」の一部として、土木学会選奨土木遺産に選ばれる。
近くには、休憩所を兼ねた展示スペースもあり、阪神・淡路大震災の記録写真パネルなど、当時の被害状況の資料が展示されている。

## 交通アクセス
所在地：神戸市中央区波止場町2-2
- JR神戸線（東海道本線）・阪神本線・神戸高速線「元町駅」から南へ徒歩約12分
- 神戸市営地下鉄海岸線「旧居留地・大丸前駅」から南へ徒歩約10分。「みなと元町駅」から南東へ徒歩約12分

## 周辺施設
- ホテルオークラ神戸
- 神戸海洋博物館
- 浜手バイパス
- 阪神高速3号神戸線
- 神戸水上警察署
- 国道2号

## ギャラリー

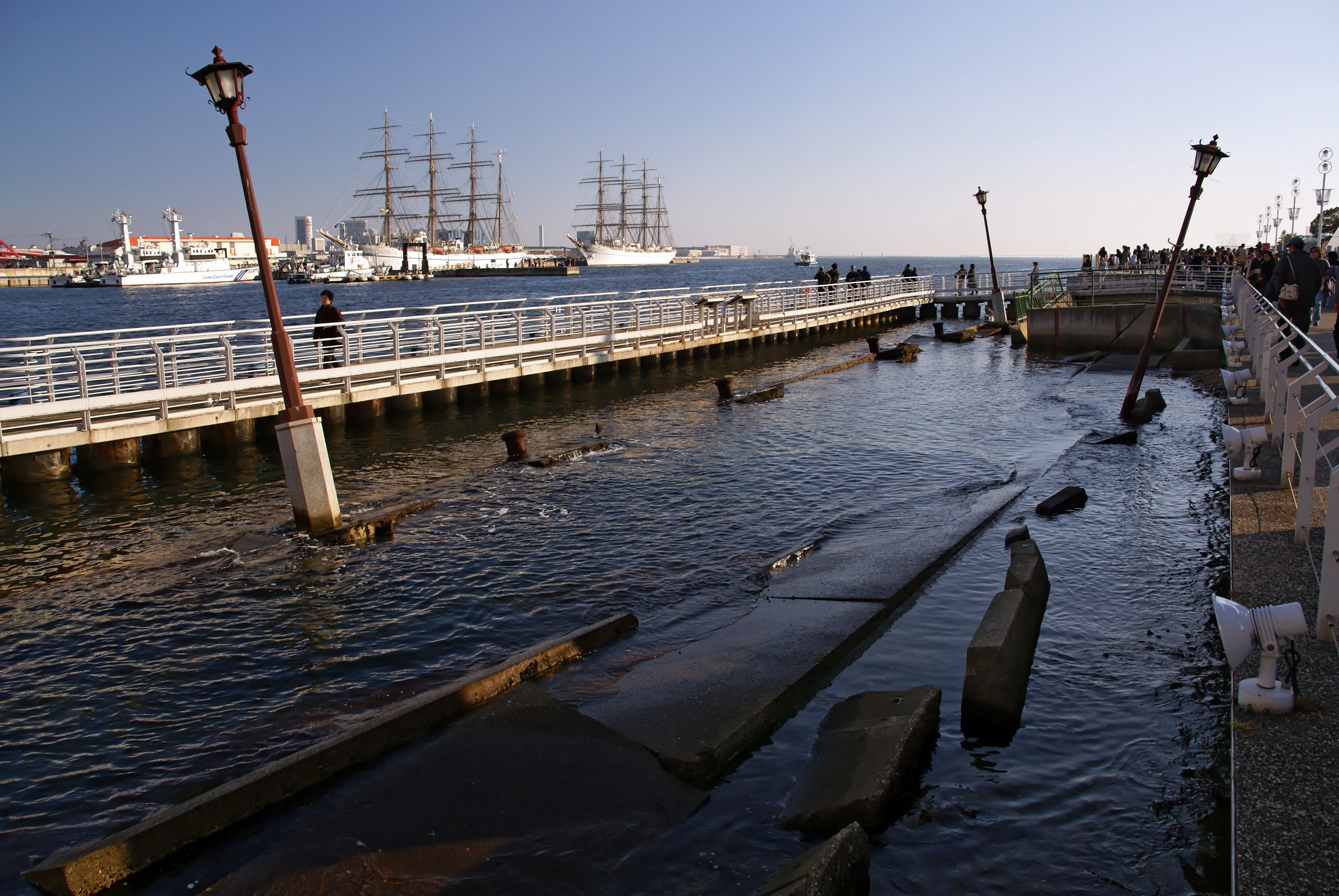
山側より
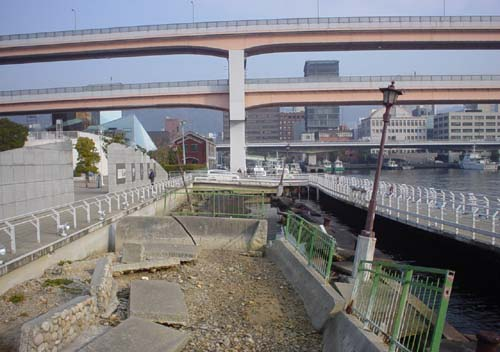
海側より